# Parque Estadual do Rio Doce
O Parque Estadual do Rio Doce (PERD) é uma unidade de conservação da natureza pertencente ao governo do estado de Minas Gerais, Região Sudeste do Brasil. Localiza-se no Vale do Rio Doce, entre os municípios de Timóteo, Marliéria e Dionísio, integrantes da Região Metropolitana do Vale do Aço. Foi criado em 14 de julho de 1944 e configura-se como uma das principais áreas de proteção à biodiversidade de Minas Gerais, com a maior área contínua de Mata Atlântica preservada em no estado, sendo por vezes reconhecido como a "Amazônia mineira".
O Parque Estadual do Rio Doce é um dos três maiores sistemas de lagos que ocorrem no Brasil, juntamente com o Pantanal Matogrossense e o sistema Amazônico. O sistema é denominado depressão interplanáltica do rio Doce sendo constituído por cerca de 40 lagos, localizados em uma área de 35000 ha e a 300 m de altitude. Os lagos estão localizados em uma floresta tropical úmida, a 20 m acima do nível do rio Doce, não apresentando conexão com o sistema fluvial. A pluviosidade média anual no PERD é de 1480,3 mm, temperatura média anual de 21,9°C e período de déficit hídrico de maio a setembro.
Além de importante área de preservação da biodiversidade em áreas de Mata de interior, pesquisadores tem estudado a influência de espécies exóticas de animais que têm colaborado com mudanças nas cadeias alimentares. Exemplos de espécies exóticas são peixes como o Tucunaré, a Piranha e o Apaiari.

## História

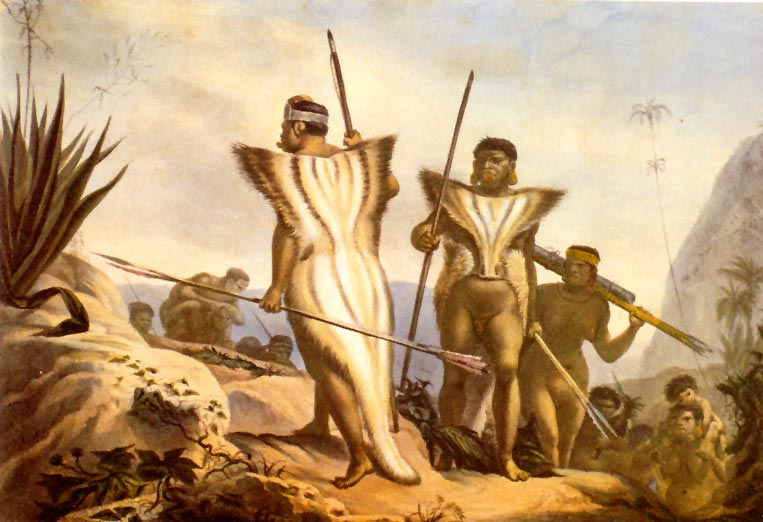
Gravura - Botucudos

Antes da chegada dos colonizadores portugueses, a região do parque era ocupada pelos Borun, nativos que eram chamados de Botocudos pelos europeus.
O arcebispo de Mariana, Dom Helvécio Gomes de Oliveira, fica encantado com as belezas naturais e dezenas de lagoas da região, durante sua visita ao município de Marliéria. Decidido a agir em defesa da proteção e preservação da floresta local, Dom Helvécio cria um longo trabalho em busca da criação de uma reserva florestal e postura para que aquele patrimônio ambiental não se perdesse. 
Prega durante anos a defesa da fauna e da flora, até a sugestão do bispo ser acatada pelo então governador de Minas Gerais, Benedito Valadares Ribeiro. Em 14 de julho de 1944, a Unidade de Conservação era oficializada pelo decreto-lei n° 1.119. Mas nesta primeira fase do projeto, havia muito trabalho a se fazer. Era comum o uso sem controle das terras, por isso, a fauna sofria as consequências da pesca e caça sem restrição.
Com a criação do Instituto Estadual de Florestas, a Secretaria de Estado da Agricultura transferiu sua administração para o novo órgão, quando a unidade foi aberta ao turismo.[carece de fontes?] Em 1967 a unidade foi atingida por um incêndio de grandes proporções que consumiu 9 mil hectares de florestas, o equivalente a um terço da reserva, e deixou 12 mortos no dia 18 de outubro daquele ano, todos da equipe de combate. Esse foi o segundo maior incêndio florestal do Brasil em quantidade de vítimas fatais, perdendo apenas para o incêndio florestal no Paraná em 1963, que deixou 110 mortos.
Apenas na década de 1970 é que uma infra-estrutura para turismo foi montada para que houvesse segurança para os visitantes e para a floresta. Após a reforma ocorrida entre 1986 e 1993, o parque foi reaberto e recebe até hoje visitantes interessados na biodiversidade surpreendente da área de preservação.

## Patrimônio

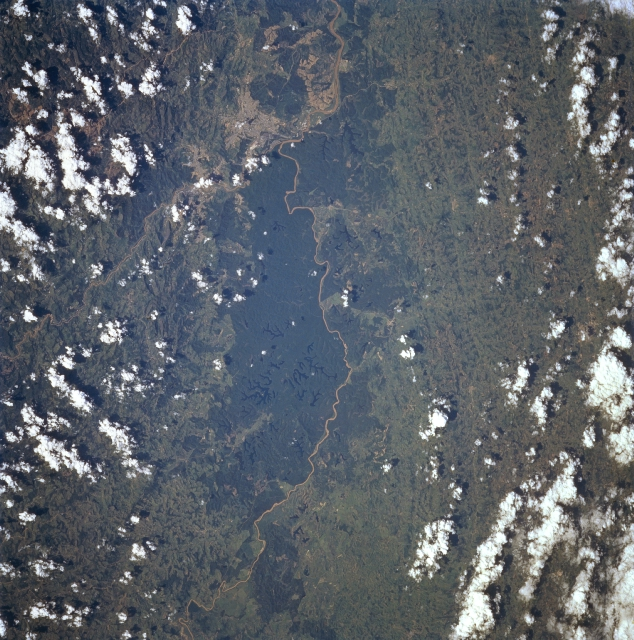
Imagem de satélite - O terreno escuro no centro da imagem é uma área densamente florestada que tem muitos pequenos lagos (aspectos mais escuros). O rio principal que corre pelo lado leste da paisagem em direção ao nordeste é o rio Doce. O rio Doce encontra o rio Piracicaba no topo direito da foto onde as cidades industriais de Coronel Fabriciano e Ipatinga (área mais clara) podem ser vistas. Estas cidades estão localizadas a aproximadamente 200 quilômetros a leste de Belo Horizonte no estado de Minas Gerais.

Com um notável sistema lacustre, composto por quarenta lagoas naturais, dentre as quais destaca-se a lagoa Dom Helvécio, com 6,7 Km2 e profundidade de até 32,5 metros, o parque proporciona um espetáculo de rara beleza. As lagoas abrigam uma grande diversidade de peixes, que servem de importante instrumento para estudos e pesquisas da fauna aquática nativa, com espécies tais como bagre, cará, lambari, cumbaca, manjuba, piabinha, traíra, tucunaré, dentre outras. 
Com o objetivo de aproveitar a riqueza da flora, de forma sustentável, o parque possui um herbário, que possibilita a identificação de espécies principalmente através da análise de suas características morfológicas, constituindo a base de pesquisas taxonômicas.

### Flora
É comum encontrar arvores como o jequitibá, a garapa, o vinhático e a sapucaia. Em alguns pontos aparecem espécies também raros como o jacarandá-da-baía e a canela sassafrás. Essas árvores centenárias e suas madeiras nobres de grande porte compõem o cenário de um dos poucos remanescentes de Mata Atlântica no Brasil. Na região do parque podem ser encontradas 10 mil exemplares de flora, reforçando a diversidade de espécies presente.

### Fauna
No Parque Estadual do Rio Doce, é possível encontrar espécies da avifauna como o Surucuá-grande-de-barriga-amarela, besourinho, papagaio-moleiro, jacu-açu, saíra-galega, anumará, entre outros. Animais conhecidos da fauna brasileira também são frequentes no parque. A capivara, a anta, o macaco-prego-preto, o sauá, a paca e cutia, bem como espécies ameaçadas de extinção como a onça pintada, o macuco e o muriqui-do-norte ou mono-carvoeiro, maior macaco das Américas. Nas águas do rio Doce são comuns peixes como a cará, a traíra e a curimatã

## Rio Doce
Com 853 km de extensão, o rio Doce chega até o Estado do Espírito Santo. Durante o passeio monitorado, os instrutores abordam com os visitantes temas como poluição, flora, fauna, caça e pesca predatórias, entre outros.

## Atrações principais

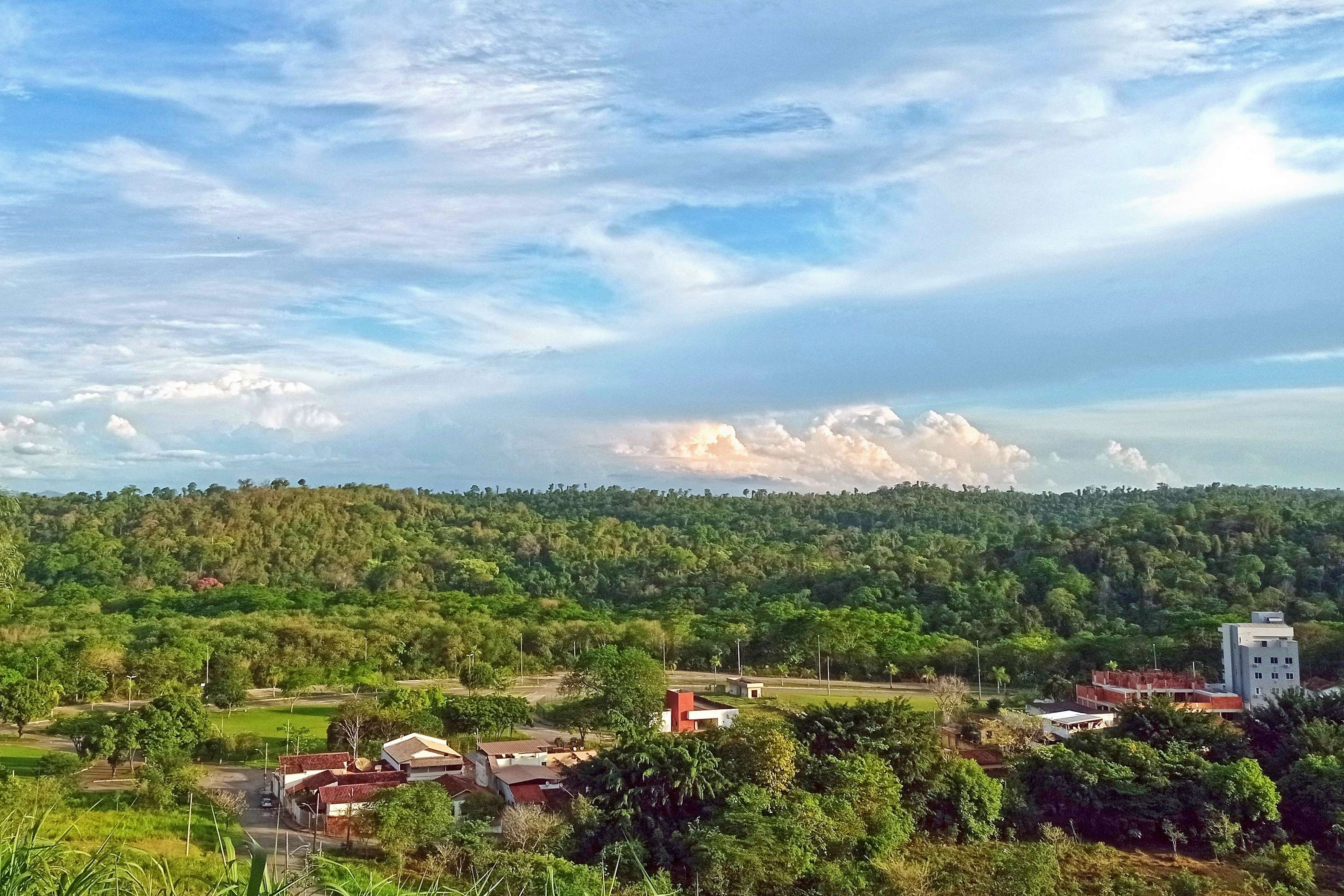
Mata do PERD vista da zona urbana de Ipatinga

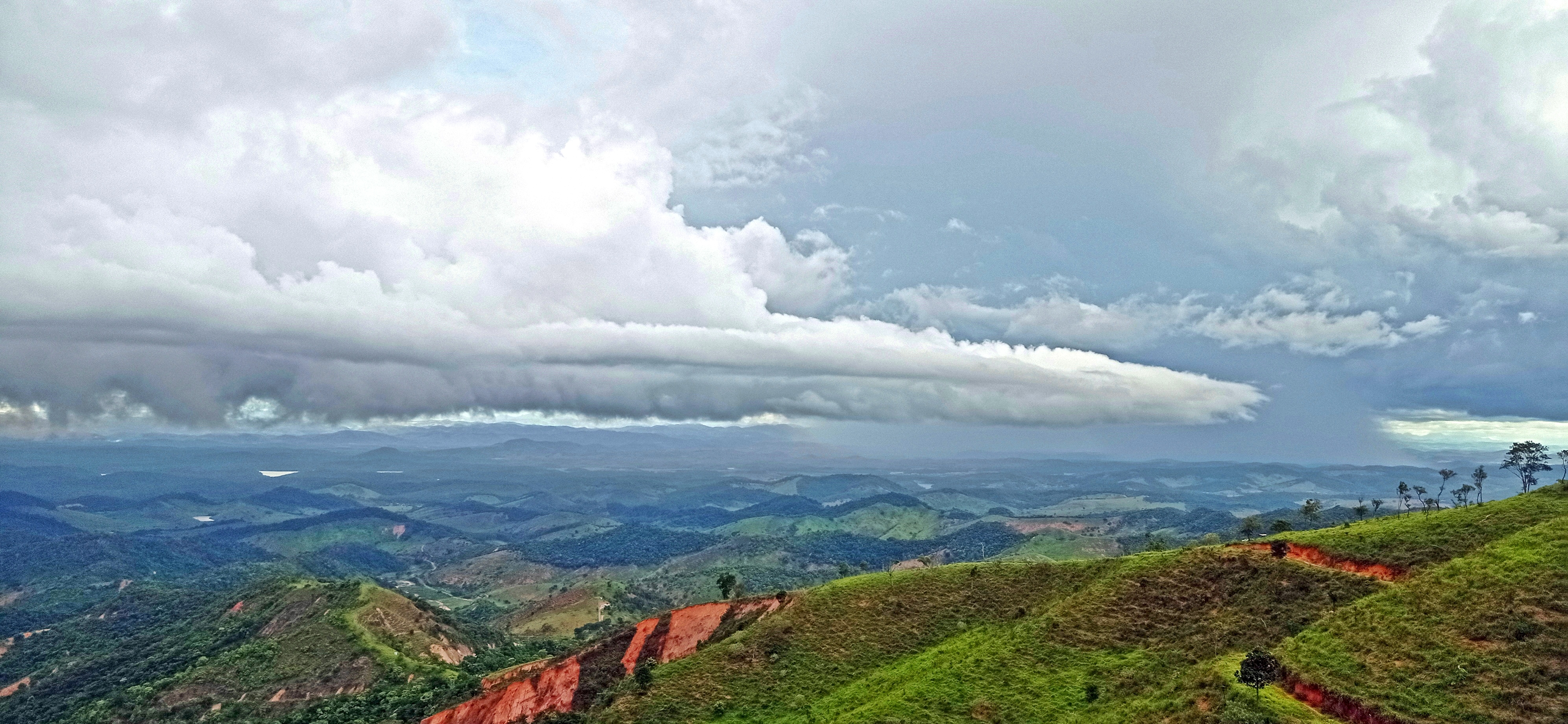
Visão panorâmica da mata do PERD a partir do mirante da APA do Jacroá, em Marliéria.

### Ponte Queimada
Reconstruída na década de 1930, a Ponte Queimada, com seus 200 m de extensão, era caminho para o escoamento da produção de carvão. O curioso nome tem duas versões para sua explicação: a primeira é que a passagem original foi queimada por índios que habitavam o local, já a segunda, diz que o fogo foi provocado intencionalmente por soldados que transportavam presos para Caratinga.

### Trilha do Vinhático
Durante os 1004 metros de caminhada, os visitantes encontram com bastante frequência os ‘vinháticos’, árvores da família das leguminosas, normalmente de grande porte e madeira avermelhada. Mais ou menos no meio do percurso, mesas e bancos de eucaliptos ajudam aqueles que precisam de um descanso.

### Lagoa Dom Helvécio
A lagoa mais conhecida do parque é a Lagoa Dom Helvécio, popularmente conhecida por Lagoa do Bispo. Possui 700 ha de espelho d'água, profundidade de 32 m, 6 km² de área e é a única liberada para o turismo.

#### Atividades
- Pesca em barranco. Os pescadores devem estar munidos de licença para pesca, que pode ser adquirida em qualquer agência do Banco do Brasil. Na lagoa, podem ser encontrados mais facilmente as traíras, piranhas e tucunarés.
- Passeios ecológicos de barco.
- Banhos na praia lacustre.

## Localização

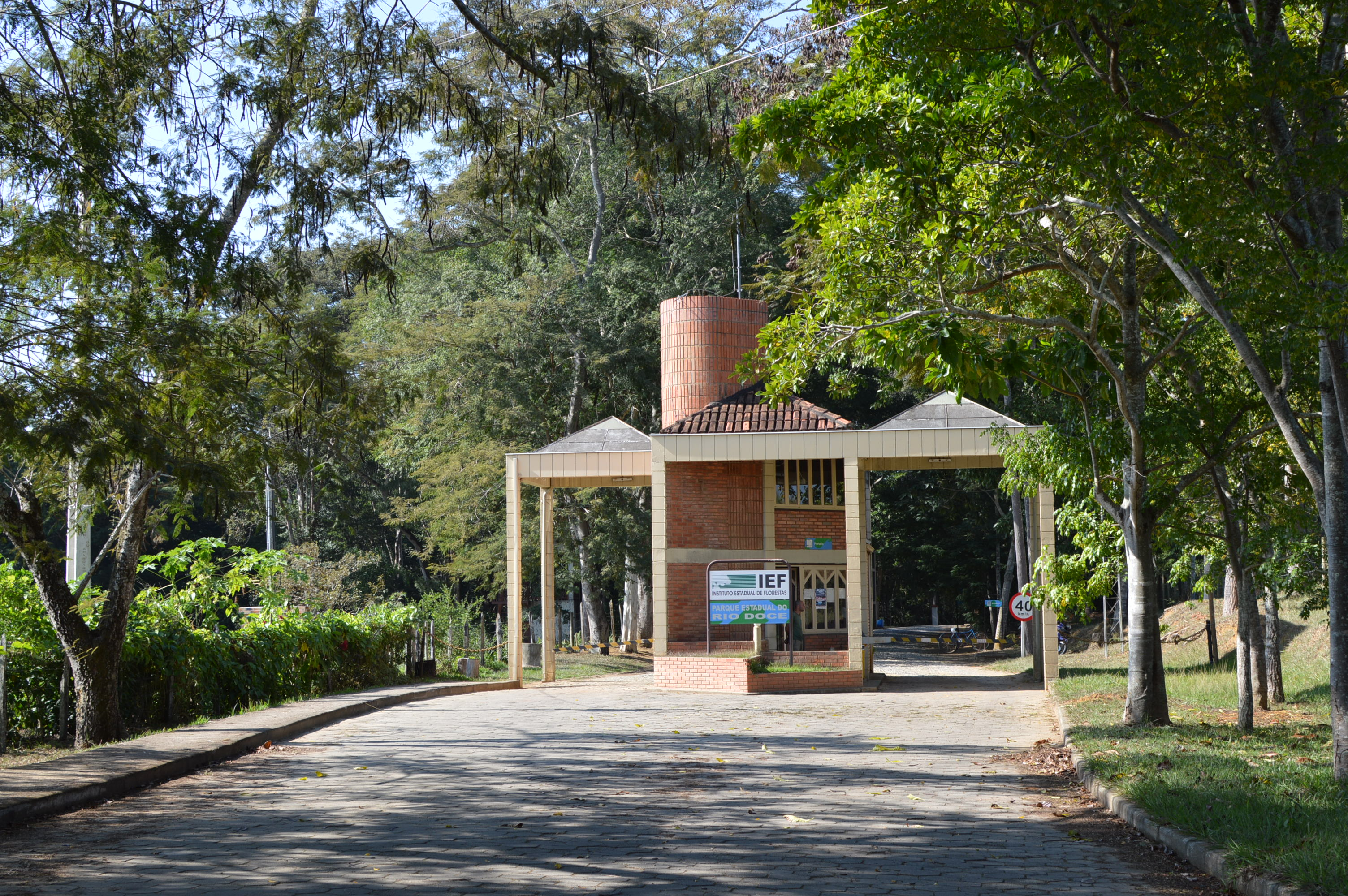
Portaria no Parque Estadual do Rio Doce

Apesar de fazer limite com regiões densamente povoadas e industrializadas (como a do município de Ipatinga), é uma das principais reservas de proteção à Biodiversidade do Estado, com a maior área contínua de Mata Atlântica preservada em Minas Gerais. O parque possui uma área de 35.973 hectares.

## Acesso
É administrado pelo Instituto Estadual de Florestas de Minas Gerais. Possui área de camping para 500 pessoas (reserva deve ser feita com antecedência de 30 dias), além de vestiários, restaurante, anfiteatro, centro de informações, estacionamento e um posto da Polícia de Meio Ambiente. Está a 247 km de Belo Horizonte. Acesso deve ser feito pela BR-381 ou pela BR-262. O Parque Estadual do Rio Doce Localizado entre os municípios de Dionísio, Timóteo e Marliéria, em Minas Gerais, possui uma área contínua de Mata Atlântica, ela é uma das principais reservas de preservação da biodiversidade do estado de Minas Gerais, é um dos atrativos do ecoturismo e camping. O parque é preservado pelo IEF (Instituto Estadual de Florestas).

## Preservação
Foi feita recentemente uma série de melhorias no Parque, como o isolamento dos condutores de energia pela CEMIG que, por estarem desprotegidos, prejudicavam a fauna, a flora e a instalação de infra-estrutura para pesquisa ambiental e ecoturismo.

## Imagens

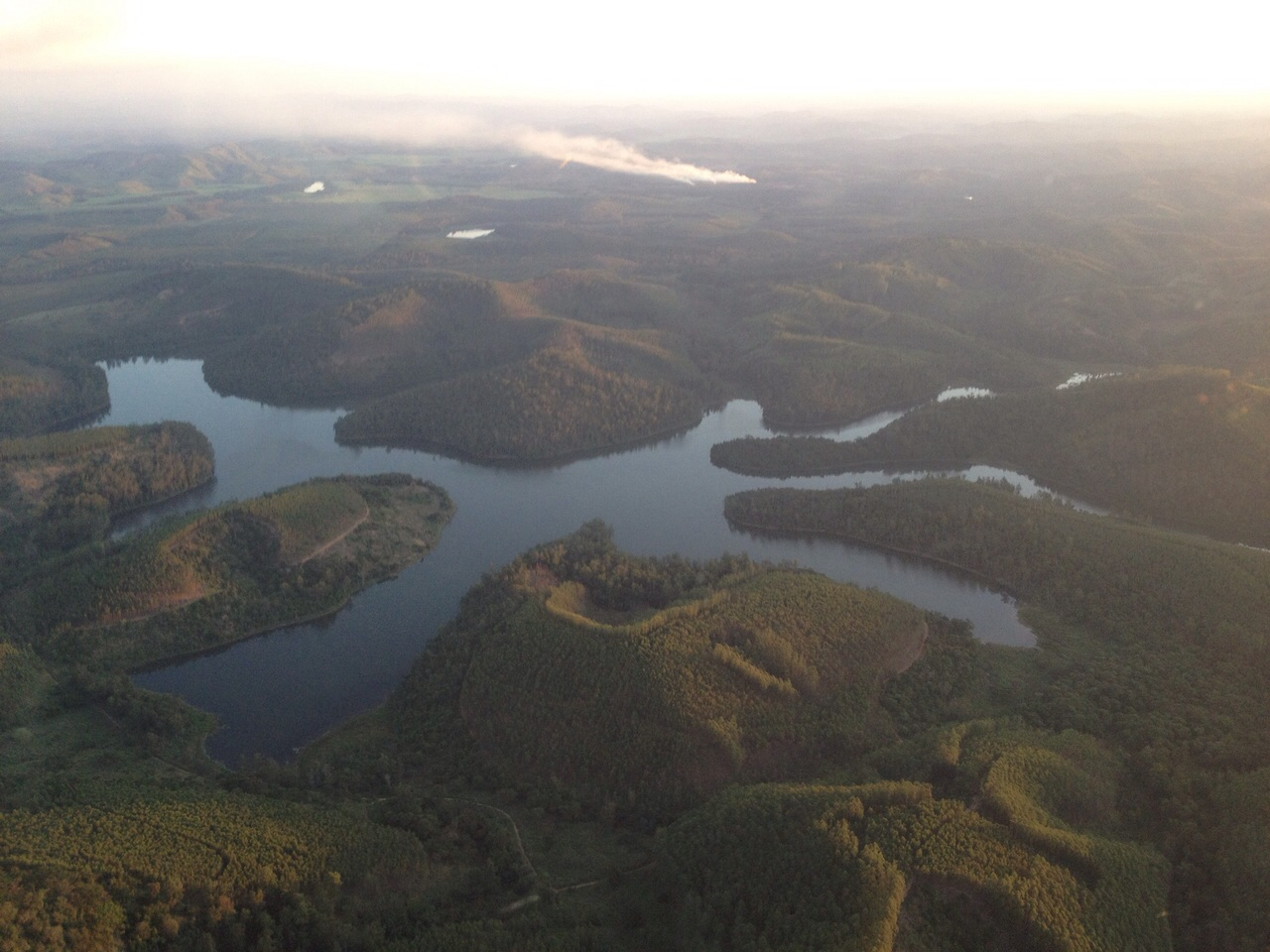
Vista parcial aérea do parque estadual
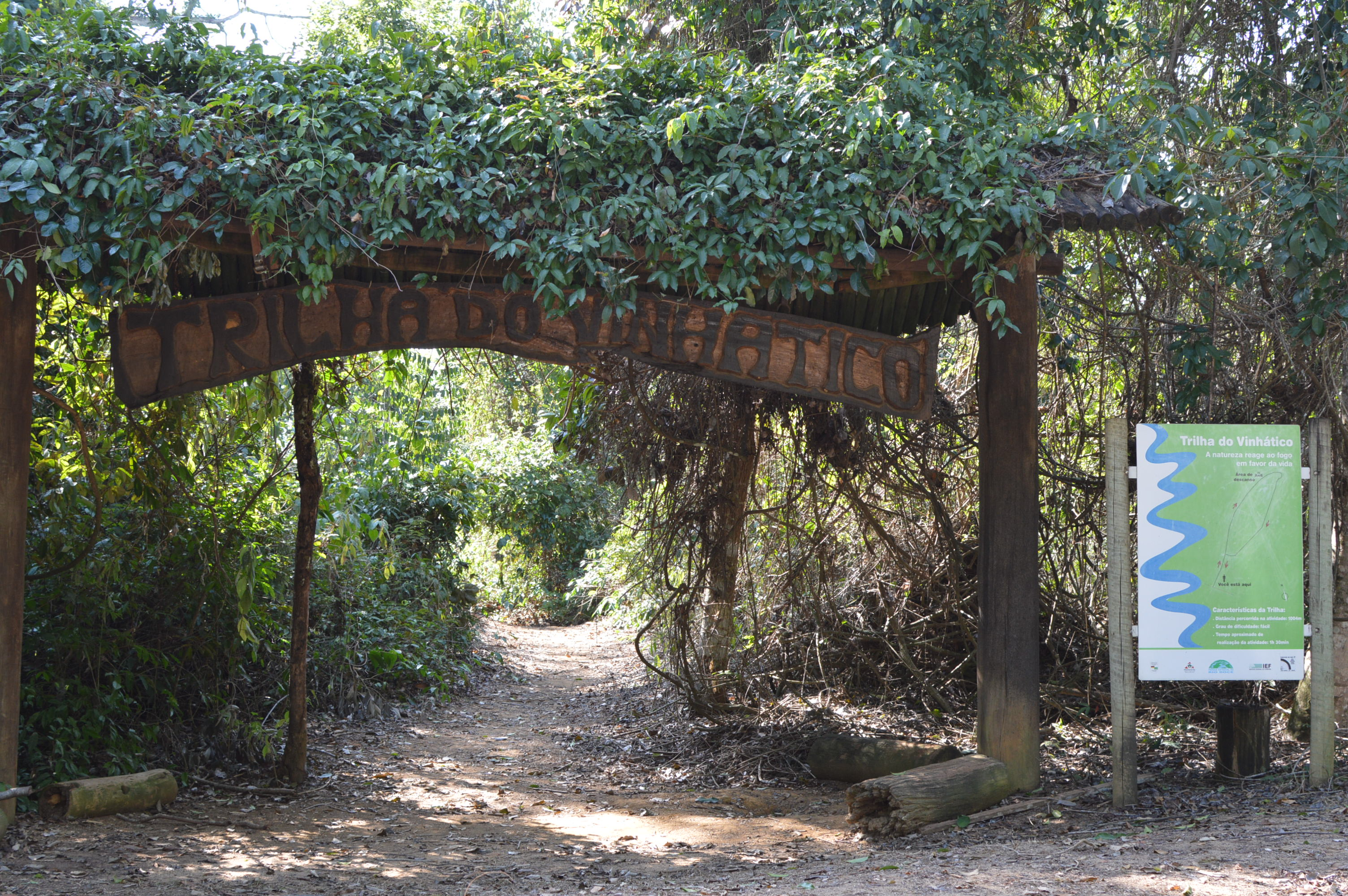
Trilha do Vinhático
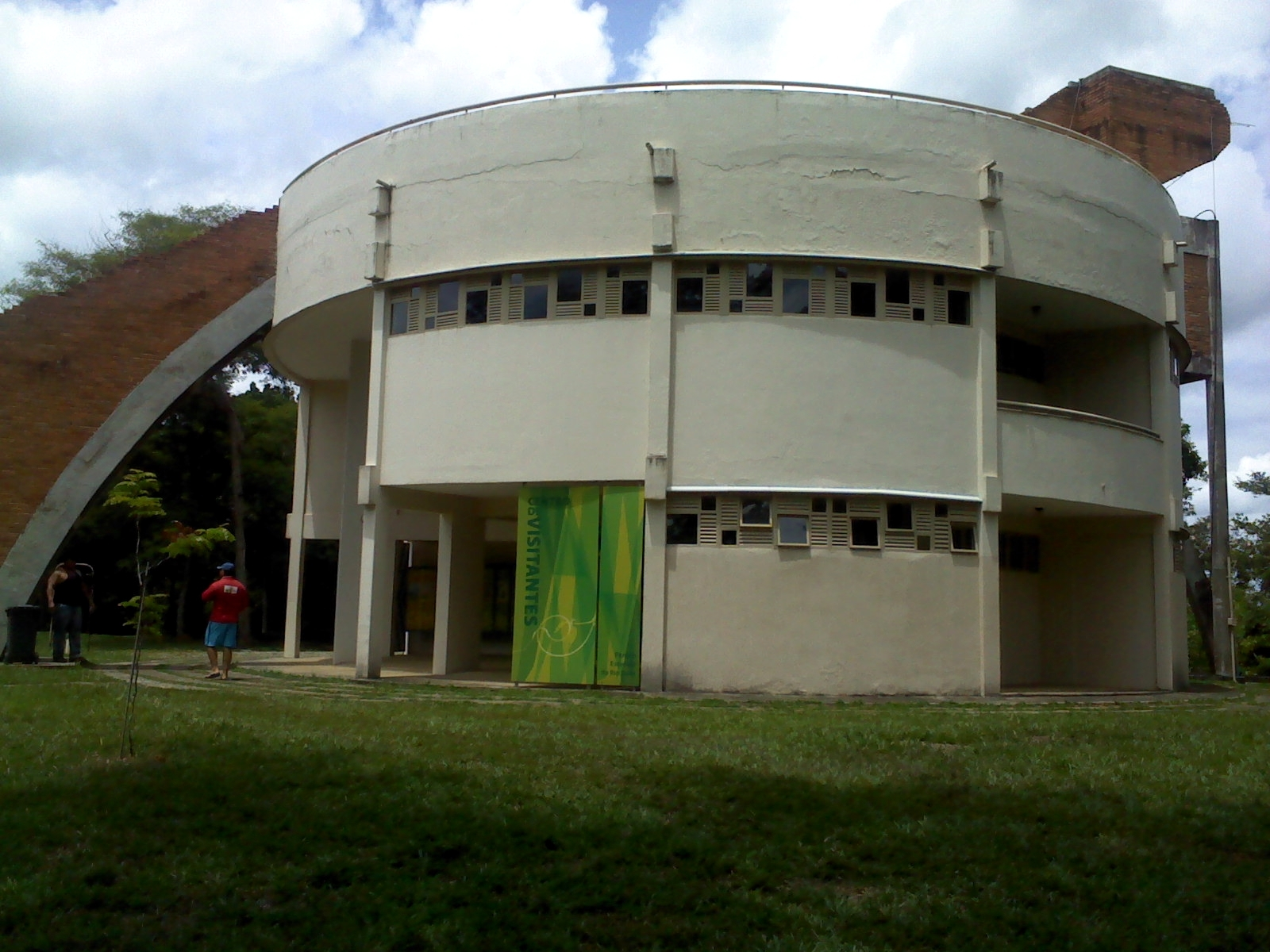
Centro de visitantes
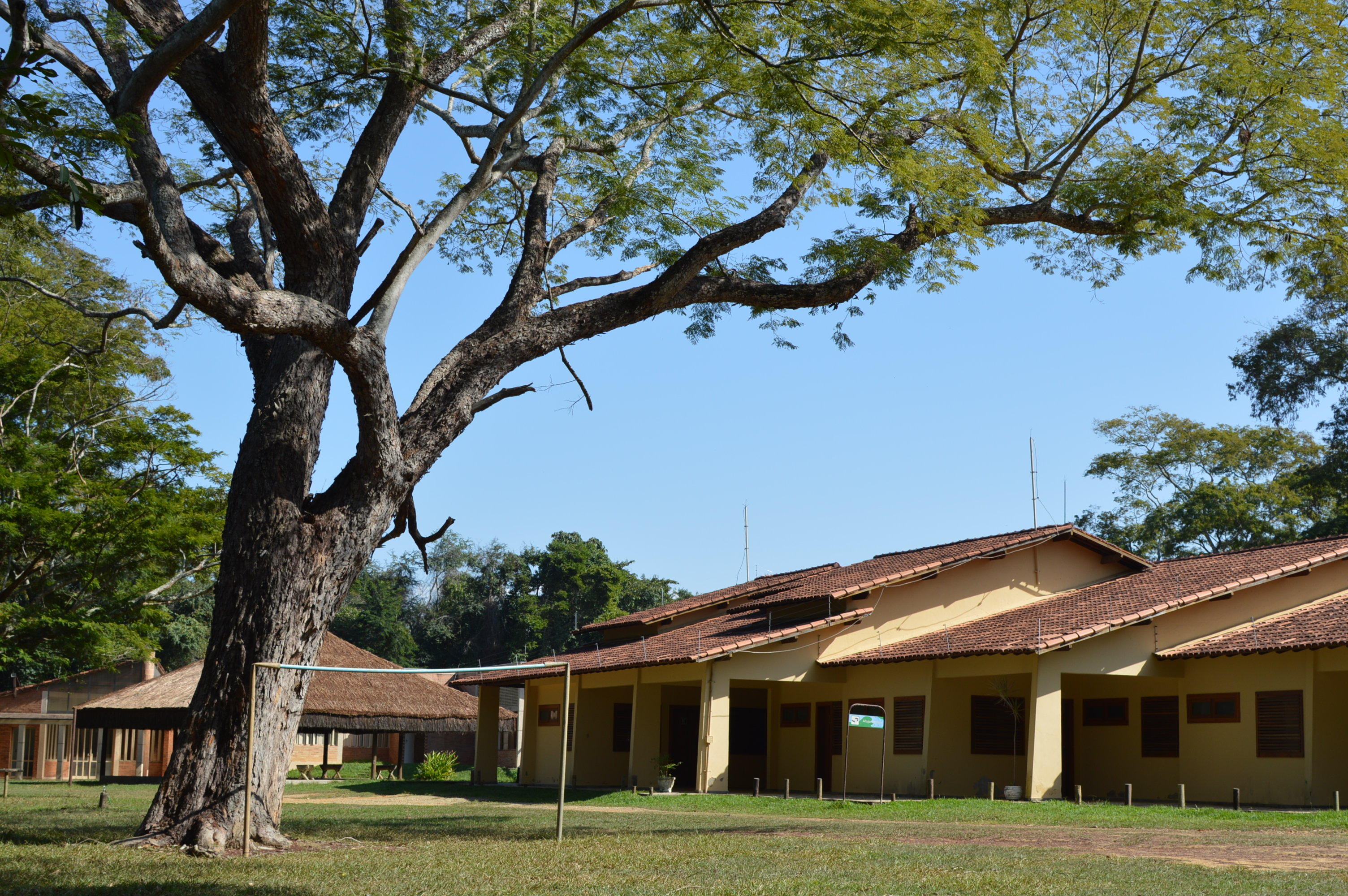
Alojamentos no PERD
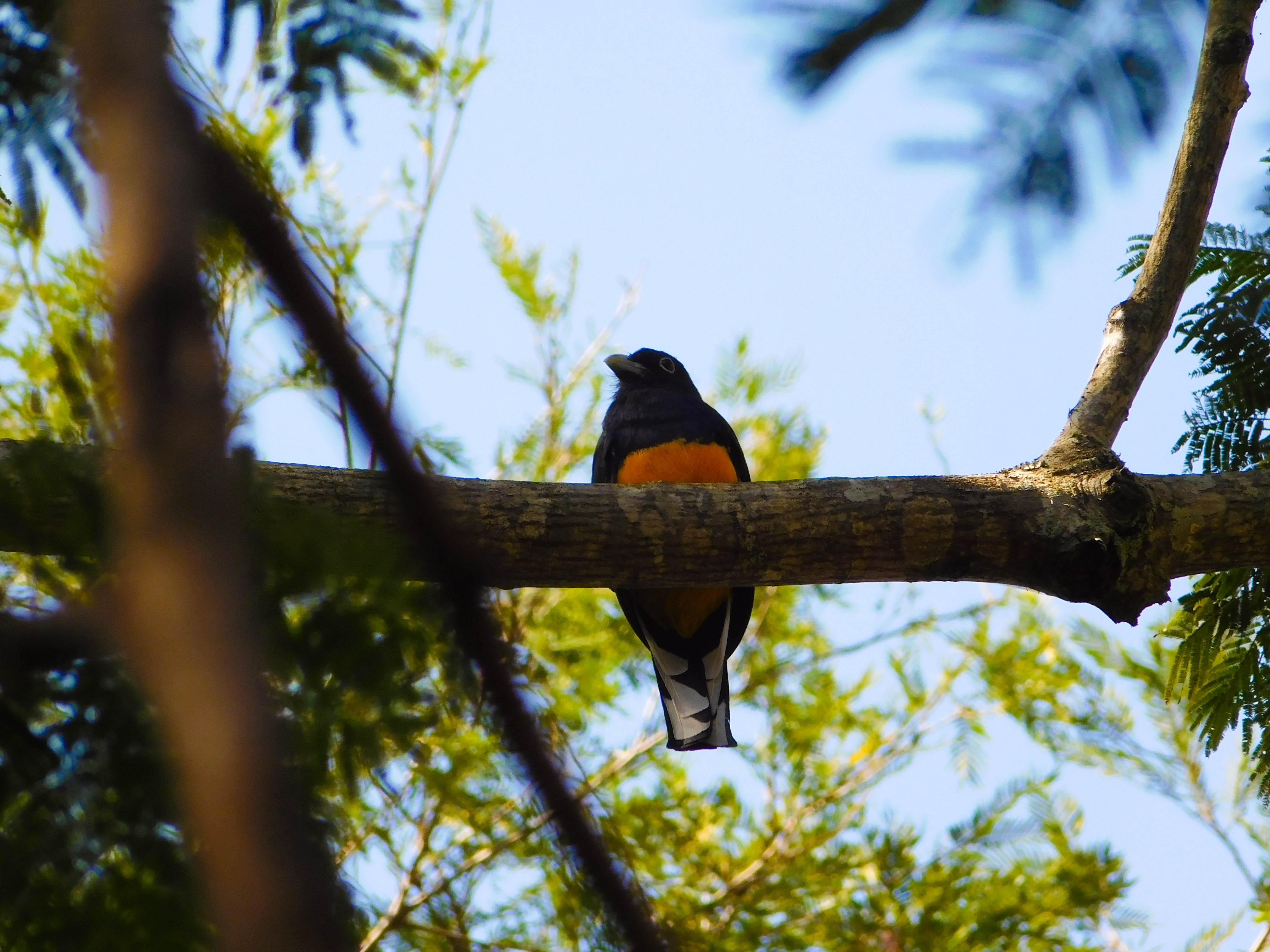
Um surucuá-grande-de-barriga-amarela no PERD
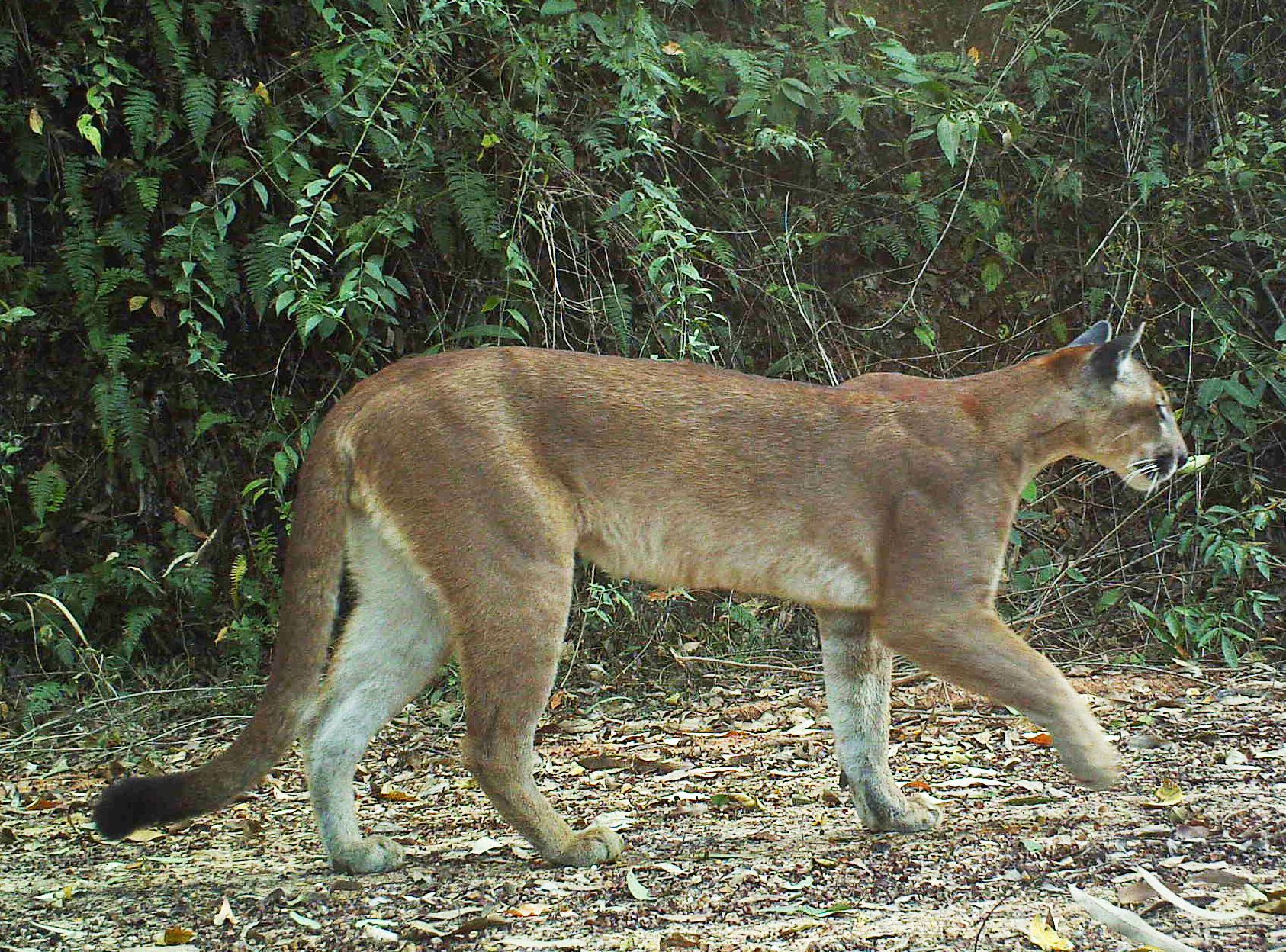
Uma suçuarana no PERD